# 1871 în literatură
Anul 1871 în literatură a implicat o serie de evenimente și cărți noi semnificative.  

## Cărți noi
- Poveste personala de călătorie de un an de prin Europa Centrală și de Est Arabia (1862-1863) - William Gifford Palgrave